# Mord in bester Gesellschaft: Der Tod der Sünde
Der Tod der Sünde ist ein deutscher Fernsehfilm von Hajo Gies zu einem Drehbuch von Rolf-René Schneider aus dem Jahr 2012. Es handelt sich um die zehnte Episode der Kriminalfilmreihe Mord in bester Gesellschaft mit Fritz Wepper als Psychiater Wendelin Winter in der Hauptrolle.

## Handlung
Das bayerische Örtchen Tannbach feiert Erntedankfest und alle Männer haben nur Augen für die hübsche Eva. Sie wählt sich allerdings den jungen Schäfer Sepp, was den angetrunkenen Gustl Wildgruber nicht gefällt und er will die beiden trennen. Noch am gleichen Abend ist Eva zu einem Stelldichein in einem Heuschober verabredet. Doch hier stürzt sie jemand absichtlich von der Leiter und sie stirbt. Polizeihauptmeister Franz Brandner ruft seinen Bekannten Dr. Wendelin Winter an, der ihm helfen soll, den Todesfall aufzuklären, weil er nicht an einen Unfall glaubt und selber ungern gegen seine eigenen Nachbarn ermitteln möchte.
In dem beschaulichen Ort angekommen quartiert sich Winter mit Tochter Alexandra, die in begleitet, auf Brandners Hof ein. Gleich am nächsten Tag sieht sich Winter am Unfallort um und stellt fest, dass die Leiter viel zu schwer ist, um von allein umzufallen, was auch ihn von einem Mord überzeugt. Eva sorgte durch ihre aufreizende und unkonventionelle Art immer wieder für  Eifersüchteleien unter den Männern und Missgunst bei den anderen Frauen. Hier liegt für Brandner das Mordmotiv und auch Winter hält dies für möglich. Als er sich in Evas Wohnung umsieht ist offensichtlich, dass hier jemand etwas gesucht hat, denn alles ist durchwühlt worden.
Alexandra macht derweil die unfreiwillige Bekanntschaft mit Wildgrubers rüpelhaften Sohn Hannes. Nur das resolute eingreifen der Haushälterin Moni verhindert womöglich eine Vergewaltigung. Somit kommt er in seiner jähzornigen Art durchaus als Mörder in Betracht. Beweise gibt es allerdings dafür nicht, dagegen vergreift er sich an Sepp und erschlägt ihn fast.
Winter dringt immer tiefer in die Geheimnisse der Tannbacher Bürger ein. Insbesondere der Pfarrer hat sich den Frauen nicht entsagen können. Vor Jahren hatte er sich mit Wildgrubers Frau Hanna eingelassen, die dann vor zwei Jahren tödlich verunglückte. Aber auch mit Eva, die nun ebenfalls tot ist. Für beider Tod zeichnet letztendlich Moni verantwortlich. Moni hatte Gustl Wildgruber von jeher geliebt und als sie herausfand, dass er von seiner Frau betrogen wurde, hat sie Hanna dafür bestrafen wollen, was ungewollt tödlich ausging. Als jetzt Gustl immer wieder der Eva nachgestiegen war, hatte sie befürchtet, er könnte sie auf den Hof holen. Moni richtet sich am Ende selbst, nachdem sie in den Heuschober geht und das Stroh um sich herum anzündet.

## Nebenhandlung
Alexandra findet, dass ihr Vater sich ruhig einmal wieder mit einer Frau treffen sollte und so meldet sie ihn bei einer Junggesellenversteigerung an. Im letzten Moment rettet sie ihn aber vor einer recht korpulenten Interessentin.

## Hintergrund
Für Der Tod der Sünde wurde vom 18. August 2011 bis zum 14. September 2011 an Schauplätzen in München, Dietramszell und weiterer Umgebung gedreht. Die Erstausstrahlung fand am Donnerstag, den 25. Februar 2012 auf Das Erste statt.

## Rezeption

### Einschaltquote
Der Fernsehfilm Der Tod der Sünde erreichte bei seiner Erstausstrahlung im Ersten am 25. Februar 2012 durchschnittlich 6,9 Millionen Zuschauer was 21,2 Prozent des Marktanteils in Deutschland entsprach.

### Kritik
Rainer Tittelbach von Tittelbach.tv wertete: „Inmitten von Kuckuckskindern, lebenslustigen Weibsbildern und handgreiflichen Proleten, zwischen Rosenkranzgebet, Junggesellenversteigerung und sozialer Kontrolle entwickelt sich ein launiger Unterhaltungskrimi, der auch eine recht passable Heimatfilmkomödie abgibt.“
Bei Quotenmeter.de urteilte Torben Gebhardt: „Von Dramatik und Spannung ist weit und breit keine Spur, die von der ARD Pressestelle angekündigte ‚unerwarteten Auflösung‘ am Ende der Geschichte schon sehr früh zu erahnen. Und so richtet sich ‚Mord in bester Gesellschaft – Der Tod der Sünde‘ auch im neuesten Film nur an diejenigen Fans der Reihe, die bis dato auch in die anderen Filme eingeschaltet haben und sich gut unterhalten fühlten. Alle anderen Zuschauer sollten mit ihrer kostbaren Freizeit lieber etwas Wertvolleres anfangen.“
Die Kritiker der Fernsehzeitschrift TV Spielfilm gaben dem Film eine mittlere Wertung, sie zeigten mit dem Daumen zur Seite. Sie sahen ein „betuliches Heimatdrama, bei dem Dialektkundige im Vorteil sind“ und konstatierten: „’s is ned guad bestellt um die heile Welt“.